# Philodendron acuminatissimum
Philodendron acuminatissimum är en kallaväxtart som beskrevs av Adolf Engler. Philodendron acuminatissimum ingår i släktet Philodendron och familjen kallaväxter. Inga underarter finns listade.